# Френкі (One Piece)
Френкі (яп. フランキー, Furankī), також відомий під прізвиськом «Кіборг» Френкі — вигаданий персонаж франшизи One Piece, створеної Еїтіро Одою. Вперше з'явився в 329-й главі, яка була вперше опублікована в Японії в щотижневому журналі Weekly Shonen Jump видавництва Shueisha у випуску за 17 липня 2004 року.
Покинутий у віці дев'яти років Катті Флам (яп. カティ・フラム, Kati Furamu) змінив своє ім’я на Френкі (яп. フランキー, Furankī) і потрапляє в учні до кораблебудівника Тома, який побудував корабель піратського короля Гол Д. Роджера, «Оро Джексон», а також таємно зберігає плани руйнівної стародавньої зброї. Нерозважливість Френкі зрештою дає можливість агентам Світового Уряду розшукати ці плани. Намагаючись врятувати свого майстра, Френкі зазнає важких поранень і виживає лише завдяки тому, що відновлює частини свого тіла зі шматків металобрухту, перетворюючись на кіборга, що живиться колою і має силу. Здобувши славу як «Кіборг» Френкі (яп. サイボーグ フランキー, Saibōgu Furankī), він будує для піратів Солом'яного капелюха «Саузенд Санні» — корабель-шлюп на бригантині — і приєднується до їхньої команди, щоб здійснити свою мрію про навколосвітню подорож на кораблі, який він побудував.

## Створення і задум
Оригінальний дизайн Френкі має багато спільного з персонажем Моряка Попая. Обидва мають великі татуювання на передпліччях і отримують заряд енергії та сили після вживання певних продуктів та напоїв. Френкі заряджається енергією, п'ючи колу зі скляних пляшок, які він ховає в імпровізованому холодильнику у своєму тілі. Френкі — один з шести Солом'яних капелюхів, які не володіють силою диявольського фрукта.
Коли автора One Piece Еїтіро Оду запитали про національність кожного з членів команди піратів Солом'яного капелюха, якби дія серіалу відбувалася в реальному світі, Ода відповів, що Френкі був би американцем.

### Зовнішність
Френкі — дуже високий чоловік (близько 225 см) зі світло-блакитним волоссям, форму якого він може вільно змінювати залежно від того, яку їжу споживає, завдяки своїм здібностям кіборга. У дитинстві він мав нормальну статуру, яку з часом повільно технологічно модифікував. У дорослому віці він має дещо незвичну м'язову будову, що є прямим результатом модифікацій, які він провів над собою, з великими грудними клітинами та передпліччями, порівняно з якими його біцепси значно менші. Після таймскіпу тіло Френкі здебільшого складається з роботизованих модифікацій, які легко помітити на його плечах, передпліччях і ногах.
Зазвичай він одягається в плавки, через що люди думають, що він збоченець, і розстебнуту гучну гавайську сорочку з написом «Алоха» поверх величезного золотого ланцюга на шиї. Рідко коли він застібає сорочку, носить одяг з довгими рукавами або навіть носить штани й взуття, якщо це не те, що потрібно одягнути, або за наказом когось іншого. Він також не любить, коли хтось змінює його зовнішній вигляд, як, наприклад, коли душа Намі була всередині нього і вона намагалася застібнути гудзики на його сорочці «Алоха», що дуже його роздратувало.

### Особистість
Френкі також можна описати як збоченця та ексгібіціоніста. Він рішучий, дивакуватий, незалежний чоловік, який часто не звертає уваги на правила і традиції. Проте, його поведінка є дивною та комічною. Він довів, що є одним з найзріліших і найбільш надійних членів Солом'яного капелюха завдяки тому, що намагається змусити своїх молодших товаришів сміятися, одночасно думаючи про важливі справи в глибині свого розуму. Ця чесна поведінка дозволяє йому знаходити найнесподіваніших друзів, таких як вуличні малюки або пірати. Багато людей захоплюються Френкі за його братську поведінку і те, що він піклується про них.
Під час розмови Френкі часто вигукує свою коронну фразу «Супер!» (яп. スーパー, Sūpā). У цей момент він нахиляється на один бік, згинаючи коліно. Інша нога пряма, але спрямована в протилежний бік. Потім він закидає голову назад, після чого його руки піднімаються над головою, поки не з'єднуються зап'ястям до зап'ястя. Коли вони з'єднуються в одну зірку, дві окремі зіркові татуювання об'єднуються в одну форму. Іноді це може супроводжуватися якимось світлом або вибухом як спецефект. Так само, ще однією особливістю, яка відрізняє його від інших, є неодноразове використання слова «Йоші» (що означає «добре» японською мовою) під час розмови, а також вигуки «АУ!» для вираження хвилювання та хвастощів.

### Здібності
Френкі — людина з поліпшеними можливостями кіборга. Його передня частина тіла дуже стійка до різних видів атак, в той час як спина, яку йому важче захищати, залишається вразливою. Він може похвалитися безліччю зброї, інтегрованої в його тіло, наприклад, ракетницями, висувними руками, здатністю видихати полум'я і випускати сильні пориви вітру з різних частин свого тіла. У його животі є холодильний відсік, в якому можна зберігати до трьох пляшок коли для підтримки життєдіяльності та розширення можливостей. На поведінку Френкі може впливати тип напою, що зберігається в його холодильнику. Споживаючи велику кількість коли за один раз, він може випускати струмені повітря з рук, використовуючи цю техніку в маневрах, таких як вражаючий «Coup de Vent».
Завдяки біонічним модифікаціям, які він зробив зі своїм тілом з часом, Френкі володіє неймовірною надлюдською силою. Роки, проведені корабельним майстром, а також як мисливцем за головами, ймовірно, значно вплинули на його грізну фізичну потужність. Навіть коли у нього немає коли, він демонструє достатню силу, щоб здолати дорослих розлючених тварин, зупиняючи їх на шляху, а потім тягає їх, як ганчір'яну ляльку, з великою силою розбиваючи їх об землю.
На додачу до своєї сили, Френкі також демонструє неабияку майстерність у всьому, за що б він не взявся, як у бою, так і поза ним. Він майстерний ремісник, раніше працював першокласним корабельником і теслею під керівництвом Тома.

#### Винаходи та обладнання
Оскільки Френкі є вправним майстром, він є завзятим колекціонером потужного машинного обладнання. Окрім модифікацій свого власного тіла, Френкі створив різноманітні транспортні засоби, якими він і решта Солом’яних капелюхів можуть користуватися під час битв, такі як Shiro Mokuba I (автоматична коливачка), Mini Merry II (торговельний човен, створений на згадку про «Ґоїнґ меррі», перший корабель Солом’яних капелюхів), Shark Submerge III (підводний човен), Kurosai FR-U IV (мотоцикл, яким часто користується Френкі) та Brachio Tank V, наземний танк із трьох осіб, яким зазвичай керують Усопп, Тоні Тоні Чоппер та ще один член екіпажу. Під час сюжету серіалу Френкі об’єднує кілька попередніх машин у гігантського та потужного робота, відомого під ім’ям «Генерал Френкі». Солом'яні капелюхи часто захоплюються витворами Френкі та їхні очі перетворюються на сяючі зірки, коли він представляє їм свої останні винаходи.
Окрім своєї бойової техніки, Френкі відомий насамперед тим, що побудував «Саузенд Санні» — другий корабель Солом'яних капелюшників після знищення «Ґоїнґ меррі». Він спроектував корабель як бригантину і побудував його, використовуючи дерево Адама, той самий матеріал, з якого був побудований корабель колишнього піратського короля Гол Д. Роджера «Оро Джексон».

## Появи

### One Piece
Френкі народився в Саус-Блю під ім'ям «Катті Флем» у сім'ї невідомих піратів. Коли йому виповнилося десять років, батьки покинули його, викинувши за борт свого корабля в океан. Потім його врятував Том, головний корабельник Вотер 7 і творець корабля «Оро Джексон». Невдовзі Том взяв Френкі до себе в учні, побачивши його здібності до ремесла. Після того, як Френкі проголосив, що одного дня він збудує корабель своєї мрії, Том заохотив його, заявивши, що якщо він це зробить, то точно перевершить його.
Після того, як Том був засуджений до смертної кари Спандамом та агентами СР-5, які розшукували креслення стародавньої зброї «Плутон», Френкі отримав ці креслення і зумів вберегти їх від викрадення Світовим Урядом, навіть після того, як його збив потяг Вотер 7, який він збудував разом з командою корабельників Тома. Тяжко поранений, Френкі був на межі смерті, але ледве вижив. Саме тоді він почав «лагодити» себе, додаючи до свого тіла частини тіла кіборга. Пізніше Айсберг запропонував йому покинути Вотер 7 з кресленнями «Плутона», щоб їх ніколи не знайшли. Френкі відмовився і залишився на острові, створивши власну лиходійську команду «Сім'я Френкі».
Через чотири роки він зустрічає Солом'яних капелюхів, які відвідали Вотер 7. Після коротких зіткнень зі своєю майбутньою командою Френкі приєднується до них у битві проти морських піхотинців та агентів CP-9 із Еніес Лоббі, скориставшись шансом помститися Спандаму. Після цього Манкі Д. Луффі запропонував Френкі приєднатися до команди Солом'яного капелюха, залишивши Вотер 7 у руках членів компанії Айсберга і «Галлей-Ла». Френкі отримав свою першу нагороду у розмірі 44,000,000.
Коли екіпаж розділився перед таймскіпом, Франкі потрапив на острів Каракурі, де працював у лабораторії доктора Вегапанка, щоб вдосконалити свої навички в ремеслі та технологіях. На острові Дрессроса він бився разом з Піратами Солом'яного капелюха, щоб перемогти родину Дофламінго, і отримав свою другу нагороду в розмірі 94,000,000.

### Інші медіа
Френкі з'являвся у всіх ліцензованих відеоіграх One Piece з моменту виходу One Piece: Unlimited Adventure у 2007 році.

## Сприйняття
Френкі увійшов до топ-30 персонажів Shonen Jump у кількох опитуваннях.
21 листопада 2020 року перед станцією Такаморі (місто Такаморі, район Асо) було встановлено бронзову статую Френкі в натуральну величину в рамках проекту «Пірати Солом’яного капелюха: Арка відновлення країни Хіно», проєкту реконструкції після землетрусу в Кумамото 2016 року.
Дені Сахбегович з Comic Book Resources склав рейтинг десяти найкращих серій, в яких Френкі брав головну участь. Виходячи з сюжету аніме, було відзначено, що його характер формувався навколо хоробрості та справедливості, оскільки він захищав Ніко Робін від переслідувань з боку Світового Уряду та агентів СР-9, що загрожували її власному існуванню. Серія, в якому Френкі намагався зупинити потяг Вотер 7, є обов'язковою для перегляду для будь-якого глядача, який хоче зрозуміти його мотивацію. Найвищим актом хоробрості Френкі було спалення креслень стародавньої зброї «Плутона», щоб захистити власне майбутнє від гніву уряду.